# Улица Комиссара Смирнова
Улица Комисса́ра Смирно́ва расположена в Выборгском и Калининском районах Санкт-Петербурга. Проходит от улицы Академика Лебедева до Большого Сампсониевского проспекта.

## История

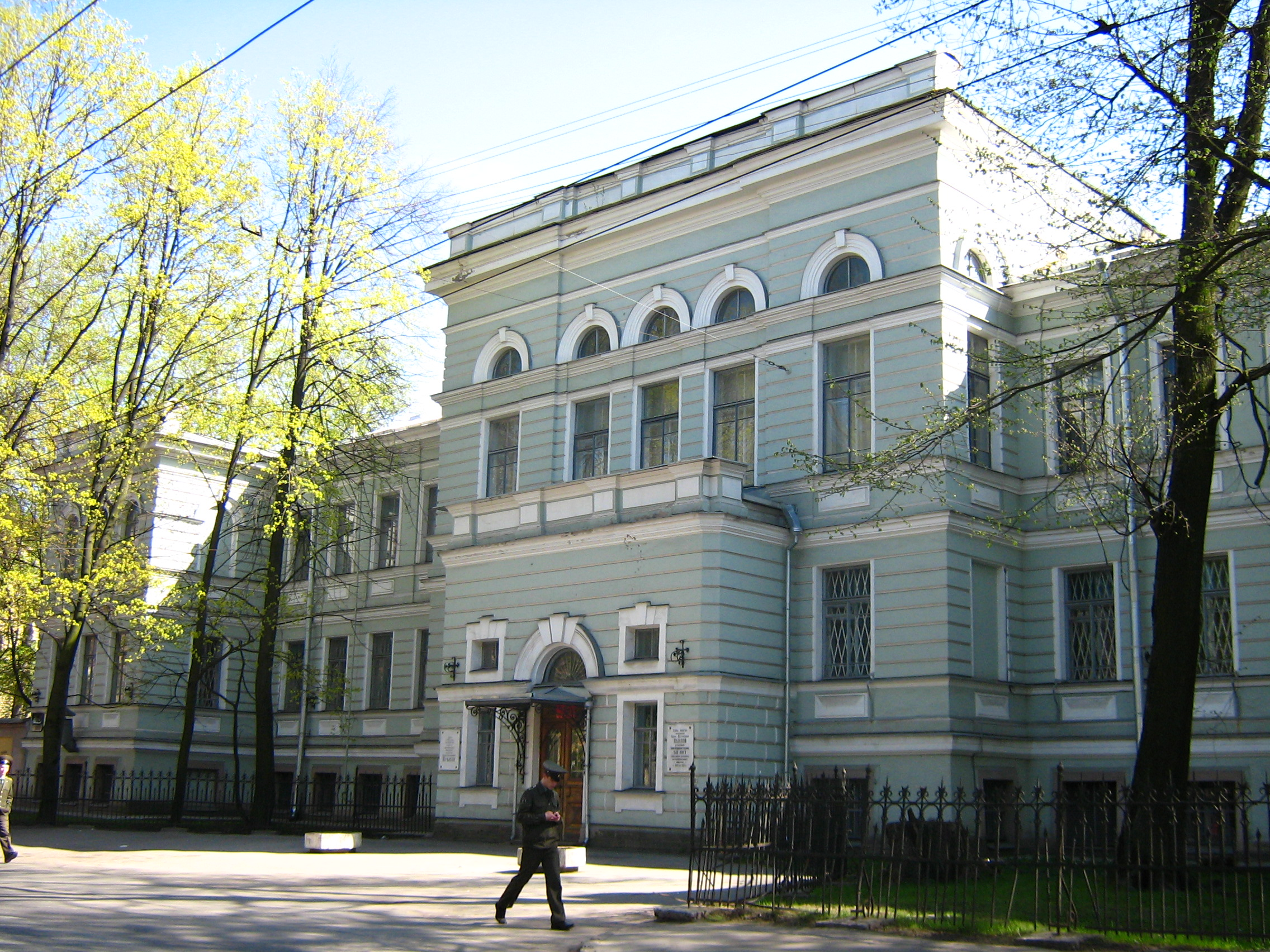
Кафедра нормальной физиологии

С 1798 года нынешняя улица, а тогда проезд, стала называться Ломановым (с 1868 года — Ломанским) переулком (также встречались названия «Ломановский переулок, Ломоновская улица») по фамилии Ломан, которая принадлежала владельцам нескольких участков, полковникам и братьям Борису и Роману.
27 января 1949 года, в пятую годовщину снятия блокады, Ломанский переулок получил статус улицы и был назван улицей Смирнова в честь Николая Алексеевича Смирнова (1911—1941). До войны Н. А. Смирнов был секретарём Выборгского райкома ВКП(б). С началом войны ушел на фронт комиссаром стрелкового полка народного ополчения. Погиб в бою при защите Пулковских высот. Поскольку позже в Ленинграде появилась ещё одна магистраль со сходным названием (проспект Смирнова), ныне Ланское шоссе, то 4 декабря 1974 года улица получила уточняющее имя — улица Комиссара Смирнова.

## Достопримечательности
Выборгский сад был разбит на углу с Большим Сампсониевским проспектом (тогда проспектом Карла Маркса) в конце 1930-х годов, официальное открытие сада датируется в 1934 годом. Сад простирается до Выборгской улицы. Был обнесён оградой в 1951—1953 годах.
Выборгский Дворец культуры (дом № 15) — здание в стиле конструктивизма построено в 1927 году. Архитекторы А. И. Гегелло, Д. Л. Кричевский, М. И. Китнер. Выборгский дом культуры был открыт к 10-летию Октябрьской революции. До этого на участке находился недостроенный дом «Выборгского кооперативного товарищества» (архитекторы А. И. Зазерский, В. В. Старостин, 1913—1916), который использовался при строительстве ДК. В строительстве Выборгского ДК принимали участие рабочие Выборгской стороны, и он стал первым социально-культурным центром в Ленинграде. 
Ломанский переулок служил северной границей территории Медико-хирургической (Военно-медицинской) академии.
Здание кафедры нормальной физиологии Военно-медицинской академии (дом № 12А) — дом, в котором работали И. П. Павлов и Л. А. Орбели. На здании открыты мемориальные доски, в самом здании находится мемориальная Павловская аудитория. Дом был построен в 1901—1904 годах по проекту военного инженера А. М. Вишнякова.  Объект культурного наследия № 781018901
Космический аппарат «Зенит» был установлен во дворе за домом № 8 перед кафедрой авиационной и космической медицины Военно-медицинской академии. На аппарате была табличка с надписью о том, что он был передан Военной инженерно-космической академией имени В. Ф. Можайского в честь 40-летия запуска первого космического спутника Земли. В 2010-е на месте ряда зданий Академии и того места, где находился аппарат, была построена новая многопрофильная клиника.
Дома № 8 (1950-е) и № 10А (1930-е годы) были построены в советское время для сотрудников академии.
К медицинским учреждениям относился и дом на углу улицы Комиссара Смирнова (№ 12) и Большого Сампсониевского проспекта (№ 11). Это здание построено в 1900 году по проекту А. М. Вишнякова для Мариинского приюта для увечных воинов профессора Альбрехта.  Объект культурного наследия № 7810189020
АТС для правительственной связи «Алтай» (дом № 3) была построена в 1974—1975 годах. В 1978 году рядом с ней сооружена Радиомачта для радиотелефонной связи «Алтай» (позже стала использоваться сетью «Дельта Телеком»).
Угол бывшего Ломанского переулка и Лесного проспекта сформировался в конце XIX — начале XX века.

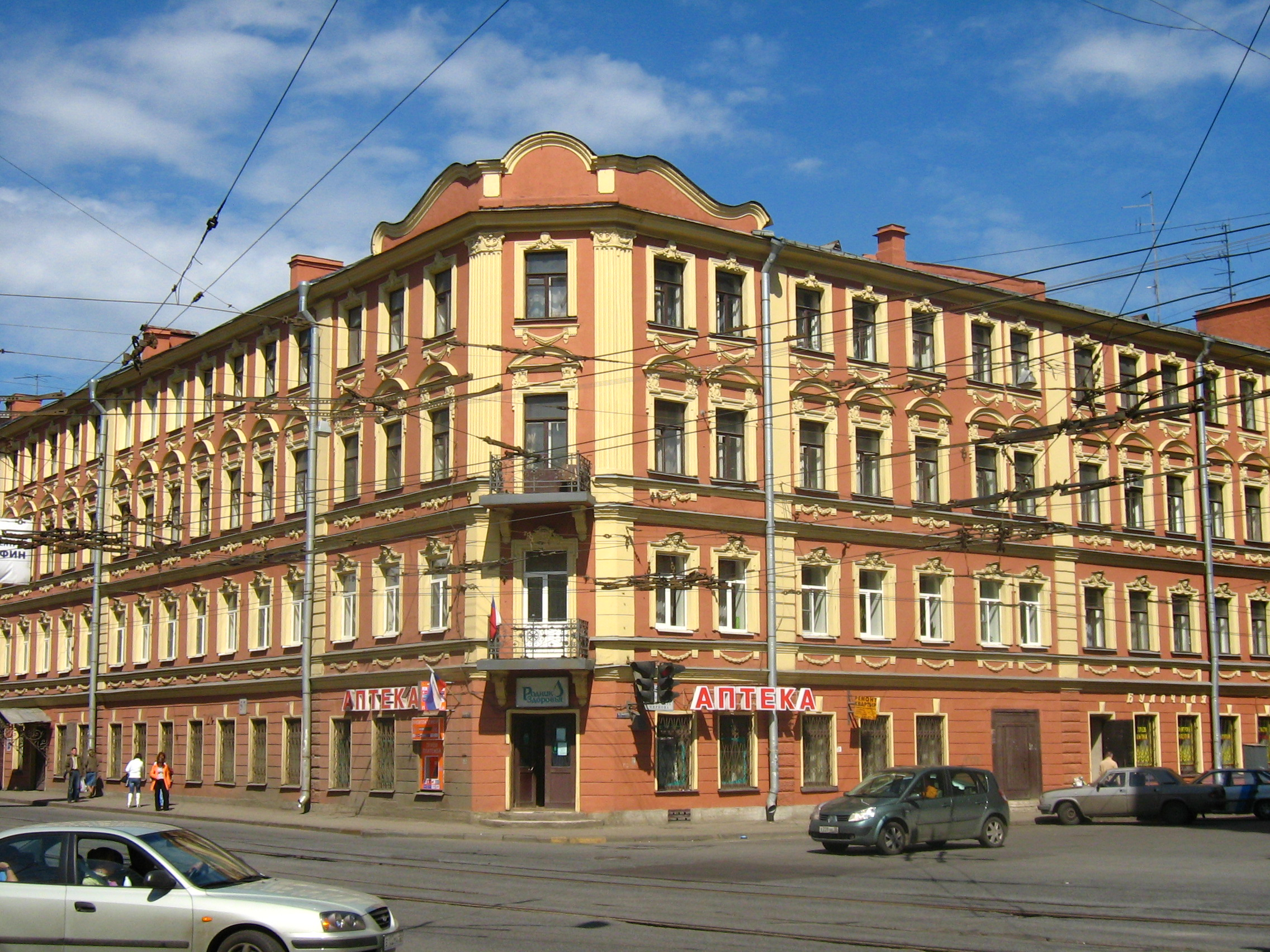
Дом № 5 / Лесной проспект, дом № 7

Дом № 5 / Лесной проспект, дом № 7 — четырёхэтажный доходный дом, богато украшенный маскаронами. Построен по проекту А. Е. Иванова в 1896 году. На доме находится мемориальная доска, посвящённая финскому писателю Майю Лассила (Алготу Унтола), жившему в этом доме в 1902—1904 годах.
Дом № 5 / Бобруйская улица дом № 2 (угловой) — доходный дом 1899—1900 год, архитектор А. Д. Донченко.
Дом № 6 / Лесной проспект, дом № 5— доходный дом, построенный в 1911 году архитектором Л. В. Богусским (Богуским).
Дом № 7 / Лесной проспект, дом № 6— доходный дом в стиле модерн, богато украшенный лепниной и маскаронами, выполнен в 1900 году по проекту П. М. Мульханова.
Дом № 2 / улица Академика Лебедева, дом № 14 — доходный дом, 1904 год, архитектор Е. B. Гонцкевич. 
Дом № 4б — доходный дом, построенный в 1901 году по проекту архитектора Н. Н. Еремеева. В этом доме, в квартире № 29, у Г. Э. Ялавы 14 октября 1917 года В. И. Ленин встречался с товарищами по партии.  Объект культурного наследия № 7800000002

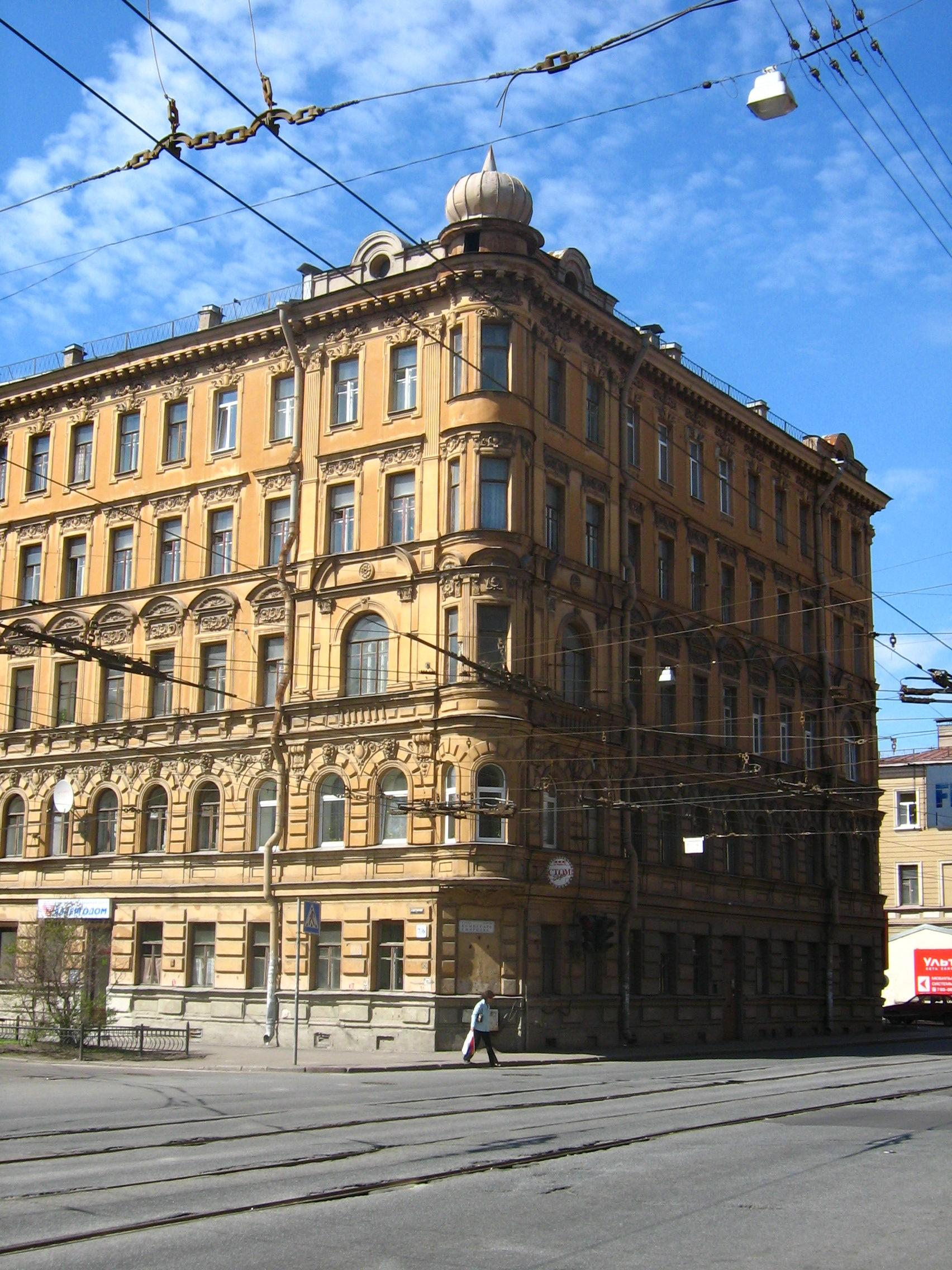
Дом № 7 / Лесной проспект, дом № 6

## Транспорт
Ближайшие станции метро:

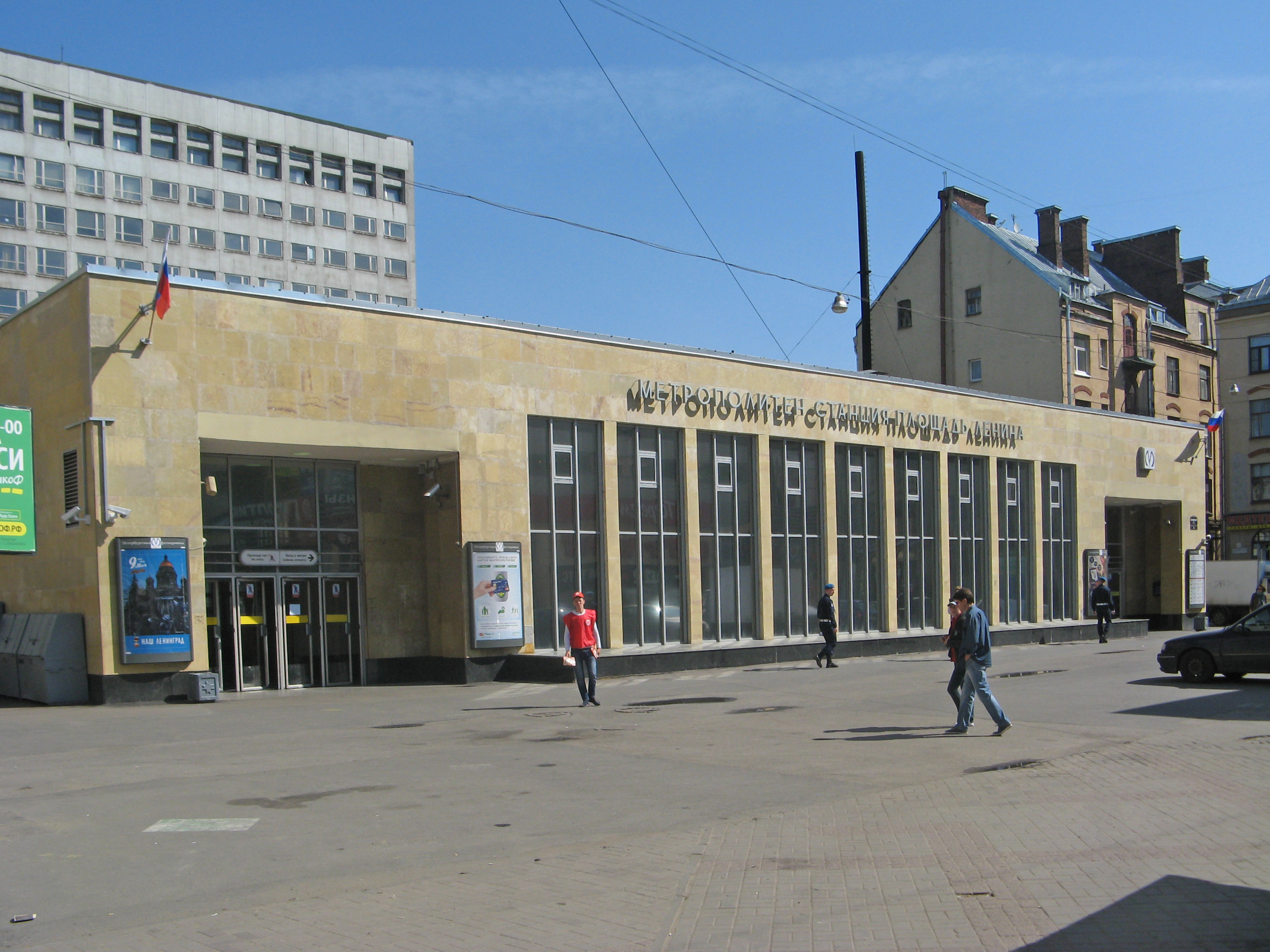
метро «Площадь Ленина»/площадь Ленина, 6

- метро «Площадь Ленина»/площадь Ленина, 6Площадь Ленина (выход на Боткинскую улицу)
- Выборгская

На самой улице движение общественного транспорта отсутствует. Остановку «Улица Комиссара Смирнова» на Лесном проспекте имеют автобусы № 86 и № 267 и трамвай № 20. Также, на всем протяжении улицы существует неиспользуемая с начала 2000-х годов линия троллейбусного сообщения.

## Пересечения
Улица Комиссара Смирнова пересекает или граничит со следующими проспектами и улицами:
- Улица Академика Лебедева
- Бобруйская улица
- Лесной проспект
- Большой Сампсониевский проспект